# Copa Chile DOS 2024
La Copa Chile DOS de Básquetbol 2024 (conocida por razones de patrocinio como Copa Chile DOS by Cecinas Llanquihue) es la 2.ª edición del torneo de copa de básquetbol organizado por la Liga Nacional de Básquetbol de Chile que agrupa principalmente a los clubes que pertenecen a la Liga DOS y se disputó desde el 18 de octubre de 2024 hasta el 15 de diciembre de 2024.
CD Illapel se consagra como campeón de esta segunda edición venciendo a CD Boston College en la final 67-51, obteniendo su primer título.

## Sistema de Campeonato

### Fase Zonal
Los 12 equipos se dividen en dos grupos. Los clubes que comparten grupo juegan en el formato de todos contra todos a dos ruedas. Clasifican al Final Four los 2 mejores clubes de cada grupo.

### Final Four
Se juegan las semifinal y Final a partido único. Se enfrentan el 1º de la zona Centro versus el 2º de la zona Sur y el 1º de la zona Sur versus el 2º de la zona Centro. Los partidos se disputarán en el Gimnasio Boston College en la Comuna de Maipú.

## Equipos participantes
| Club                    | Región               | Ciudad       |
| ----------------------- | -------------------- | ------------ |
| CD Illapel Básquetbol   | Región de Coquimbo   | Illapel      |
| CD Árabe                | Región de Valparaíso | Valparaíso   |
| Stadio Italiano         | Región Metropolitana | Las Condes   |
| CD Boston College       | Región Metropolitana | Maipú        |
| CD Sergio Ceppi         | Región Metropolitana | La Cisterna  |
| CD Tinguiririca SF      | Región de O'Higgins  | San Fernando |
| CD Liceo Curicó         | Región del Maule     | Curicó       |
| CD Truenos de Talca     | Región del Maule     | Talca        |
| CDSB Constitución       | Región del Maule     | Constitución |
| CD Municipal Chillán    | Región del Ñuble     | Chillán      |
| CD Alemán de Concepción | Región del Bío-Bío   | Concepción   |
| CD Huachipato           | Región del Bío-Bío   | Talcahuano   |

## Fase de grupos

### Zona Centro[2]
| Equipo                | Pts | PJ | PG | PP | PF  | PC  | Dif  |
| --------------------- | --- | -- | -- | -- | --- | --- | ---- |
| CD Illapel Básquetbol | 19  | 10 | 9  | 1  | 757 | 554 | 203  |
| CD Boston College     | 17  | 10 | 7  | 3  | 792 | 672 | 120  |
| Stadio Italiano       | 16  | 10 | 6  | 4  | 593 | 597 | -4   |
| CD Sergio Ceppi       | 15  | 10 | 5  | 5  | 735 | 678 | 57   |
| CD Tinguiririca SF    | 12  | 10 | 2  | 8  | 529 | 759 | -230 |
| CD Árabe Valparaíso   | 11  | 10 | 1  | 9  | 603 | 749 | -146 |

     Clasifican al Final Four

#### Fixture Zona Centro[3]
| Semana 1         | Semana 1  | Semana 1        | Semana 1               | Semana 1      | Semana 1 |
| Local            | Resultado | Visita          | Gimnasio               | Fecha         | Hora     |
| ---------------- | --------- | --------------- | ---------------------- | ------------- | -------- |
| Tinguiririca SF  | 48-103    | Boston College  | Municipal San Fernando | 18 de octubre | 21:00    |
| Sergio Ceppi     | 77-80     | Stadio Italiano | Sergio Ceppi           | 19 de octubre | 20:30    |
| Árabe Valparaíso | 44-83     | CD Illapel      | Fortín Prat            | 20 de octubre | 20:30    |

| Semana 2        | Semana 2  | Semana 2        | Semana 2                           | Semana 2      | Semana 2 |
| Local           | Resultado | Visita          | Gimnasio                           | Fecha         | Hora     |
| --------------- | --------- | --------------- | ---------------------------------- | ------------- | -------- |
| Stadio Italiano | 0-20      | Tinguiririca SF | Stadio Italiano                    | 26 de octubre | 19:15    |
| CD Illapel      | 62-69     | Sergio Ceppi    | Polideportivo Municipal de Illapel | 26 de octubre | 20:30    |

| Semana 3        | Semana 3  | Semana 3         | Semana 3               | Semana 3       | Semana 3 |
| Local           | Resultado | Visita           | Gimnasio               | Fecha          | Hora     |
| --------------- | --------- | ---------------- | ---------------------- | -------------- | -------- |
| Boston College  | 76-65     | Stadio Italiano  | Boston College         | 2 de noviembre | 20:00    |
| Sergio Ceppi    | 78-60     | Árabe Valparaíso | Sergio Ceppi           | 2 de noviembre | 20:30    |
| Tinguiririca SF | 31-88     | CD Illapel       | Municipal San Fernando | 3 de noviembre | 18:00    |

| Semana 4       | Semana 4  | Semana 4        | Semana 4                           | Semana 4       | Semana 4 |
| Local          | Resultado | Visita          | Gimnasio                           | Fecha          | Hora     |
| -------------- | --------- | --------------- | ---------------------------------- | -------------- | -------- |
| Boston College | 73-65     | Sergio Ceppi    | Boston College                     | 8 de noviembre | 20:30    |
| CD Illapel     | 84-56     | Stadio Italiano | Polideportivo Municipal de Illapel | 9 de noviembre | 20:00    |

| Semana 5        | Semana 5  | Semana 5            | Semana 5               | Semana 5        | Semana 5 |
| Local           | Resultado | Visita              | Gimnasio               | Fecha           | Hora     |
| --------------- | --------- | ------------------- | ---------------------- | --------------- | -------- |
| Stadio Italiano | 68-48     | Árabe de Valparaíso | Stadio Italiano        | 16 de noviembre | 19:30    |
| Tinguiririca SF | 67-79     | Sergio Ceppi        | Municipal San Fernando | 16 de noviembre | 20:00    |
| Boston College  | 65-74     | CD Illapel          | Boston College         | 17 de noviembre | 19:00    |

| Semana 6            | Semana 6  | Semana 6            | Semana 6                           | Semana 6        | Semana 6 |
| Local               | Resultado | Visita              | Gimnasio                           | Fecha           | Hora     |
| ------------------- | --------- | ------------------- | ---------------------------------- | --------------- | -------- |
| Sergio Ceppi        | 62-71     | CD Illapel          | Sergio Ceppi                       | 22 de noviembre | 20:30    |
| Boston College      | 101-72    | Tinguiririca SF     | Stadio Italiano                    | 23 de noviembre | 18:10    |
| Stadio Italiano     | 65-55     | Sergio Ceppi        | Stadio Italiano                    | 23 de noviembre | 20:30    |
| CD Illapel          | 67-60     | Árabe de Valparaíso | Polideportivo Municipal de Illapel | 23 de noviembre | 20:30    |
| Árabe de Valparaíso | 68-72     | Boston College      | Fortín Prat                        | 24 de noviembre | 16:00    |
| Tinguiririca SF     | 52-67     | Stadio Italiano     | Municipal San Fernando             | 24 de noviembre | 19:00    |

| Semana 7            | Semana 7  | Semana 7            | Semana 7                           | Semana 7        | Semana 7 |
| Local               | Resultado | Visita              | Gimnasio                           | Fecha           | Hora     |
| ------------------- | --------- | ------------------- | ---------------------------------- | --------------- | -------- |
| Boston College      | 100-52    | Árabe de Valparaíso | Boston College                     | 27 de noviembre | 20:00    |
| Árabe de Valparaíso | 74-82     | Sergio Ceppi        | Fortín Prat                        | 30 de noviembre | 17:00    |
| Stadio Italiano     | 71-70     | Boston College      | Stadio Italiano                    | 30 de noviembre | 19:30    |
| CD Illapel          | 84-59     | Tinguiririca SF     | Polideportivo Municipal de Illapel | 30 de noviembre | 20:30    |
| Stadio Italiano     | 54-58     | CD Illapel          | Stadio Italiano                    | 1 de diciembre  | 18:00    |

| Semana 8            | Semana 8  | Semana 8        | Semana 8                           | Semana 8       | Semana 8 |
| Local               | Resultado | Visita          | Gimnasio                           | Fecha          | Hora     |
| ------------------- | --------- | --------------- | ---------------------------------- | -------------- | -------- |
| Sergio Ceppi        | 71-78     | Boston College  | Sergio Ceppi                       | 6 de diciembre | 20:30    |
| Árabe de Valparaíso | 75-66     | Tinguiririca SF | Fortín Prat                        | 7 de diciembre | 20:00    |
| CD Illapel          | 86-54     | Boston College  | Polideportivo Municipal de Illapel | 7 de diciembre | 20:30    |
| Sergio Ceppi        | 97-48     | Tinguiririca SF | Sergio Ceppi                       | 8 de diciembre | 19:00    |
| Árabe de Valparaíso | 57-67     | Stadio Italiano | Stadio Italiano                    | 8 de diciembre | 20:00    |

| Semana 9        | Semana 9  | Semana 9            | Semana 9               | Semana 9        | Semana 9 |
| Local           | Resultado | Visita              | Gimnasio               | Fecha           | Hora     |
| --------------- | --------- | ------------------- | ---------------------- | --------------- | -------- |
| Tinguiririca SF | 66-65     | Árabe de Valparaíso | Municipal San Fernando | 13 de diciembre | 20:00    |

### Zona Sur[4]
| Equipo                  | Pts | PJ | PG | PP | PF  | PC  | Dif  |
| ----------------------- | --- | -- | -- | -- | --- | --- | ---- |
| CD Truenos de Talca     | 19  | 10 | 9  | 1  | 807 | 669 | 138  |
| CD Alemán de Concepción | 18  | 10 | 8  | 2  | 792 | 657 | 135  |
| CD Municipal Chillán    | 15  | 10 | 5  | 5  | 725 | 700 | 25   |
| CD Huachipato           | 15  | 10 | 5  | 5  | 714 | 738 | -24  |
| CDSB Constitución       | 12  | 10 | 2  | 8  | 607 | 733 | -126 |
| CD Liceo Curicó         | 11  | 10 | 1  | 9  | 644 | 792 | -148 |

     Clasifican al Final Four

#### Fixture Zona Sur[5]
| Semana 1          | Semana 1  | Semana 1             | Semana 1                 | Semana 1      | Semana 1 |
| Local             | Resultado | Visita               | Gimnasio                 | Fecha         | Hora     |
| ----------------- | --------- | -------------------- | ------------------------ | ------------- | -------- |
| CD Huachipato     | 66-58     | Municipal Chillán    | CAP                      | 19 de octubre | 17:30    |
| Liceo Curicó      | 73-84     | Alemán de Concepción | Abraham Milad            | 20 de octubre | 16:30    |
| CDSB Constitución | 54-75     | Truenos de Talca     | Municipal Enrique Müller | 20 de octubre | 17:30    |

| Semana 2             | Semana 2  | Semana 2      | Semana 2       | Semana 2      | Semana 2 |
| Local                | Resultado | Visita        | Gimnasio       | Fecha         | Hora     |
| -------------------- | --------- | ------------- | -------------- | ------------- | -------- |
| Truenos de Talca     | 85-72     | Liceo Curicó  | Manuel Herrera | 25 de octubre | 21:00    |
| Alemán de Concepción | 77-69     | CD Huachipato | Otto           | 27 de octubre | 13:30    |

| Semana 3          | Semana 3  | Semana 3          | Semana 3                 | Semana 3       | Semana 3 |
| Local             | Resultado | Visita            | Gimnasio                 | Fecha          | Hora     |
| ----------------- | --------- | ----------------- | ------------------------ | -------------- | -------- |
| CDSB Constitución | 58-72     | CD Huachipato     | Municipal Enrique Müller | 2 de noviembre | 16:00    |
| Liceo Curicó      | 67-78     | Municipal Chillán | Abraham Milad            | 3 de noviembre | 17:30    |

| Semana 4          | Semana 4  | Semana 4             | Semana 4                 | Semana 4        | Semana 4 |
| Local             | Resultado | Visita               | Gimnasio                 | Fecha           | Hora     |
| ----------------- | --------- | -------------------- | ------------------------ | --------------- | -------- |
| CD Huachipato     | 87-59     | Liceo Curicó         | CAP                      | 10 de noviembre | 15:00    |
| CDSB Constitución | 44-70     | Alemán de Concepción | Municipal Enrique Müller | 10 de noviembre | 17:00    |

| Semana 5             | Semana 5  | Semana 5          | Semana 5                 | Semana 5        | Semana 5 |
| Local                | Resultado | Visita            | Gimnasio                 | Fecha           | Hora     |
| -------------------- | --------- | ----------------- | ------------------------ | --------------- | -------- |
| Alemán de Concepción | 79-63     | Municipal Chillán | Otto                     | 16 de noviembre | 19:30    |
| Liceo Curicó         | 66-64     | CDSB Constitución | Abraham Milad            | 16 de noviembre | 19:30    |
| Truenos de Talca     | 83-54     | CD Huachipato     | Manuel Herrera           | 16 de noviembre | 20:00    |
| Municipal Chillán    | 65-70     | Truenos de Talca  | Casa del Deporte Chillán | 17 de noviembre | 19:00    |

| Semana 6             | Semana 6  | Semana 6             | Semana 6                 | Semana 6        | Semana 6 |
| Local                | Resultado | Visita               | Gimnasio                 | Fecha           | Hora     |
| -------------------- | --------- | -------------------- | ------------------------ | --------------- | -------- |
| Truenos de Talca     | 75-65     | CDSB Constitución    | Manuel Herrera           | 20 de noviembre | 20:30    |
| CDSB Constitución    | 70-56     | Municipal Chillán    | Municipal Enrique Müller | 22 de noviembre | 21:00    |
| Alemán de Concepción | 81-66     | Liceo Curicó         | Otto                     | 23 de noviembre | 16:00    |
| Municipal Chillán    | 94-67     | CD Huachipato        | Casa del Deporte Chillán | 23 de noviembre | 20:00    |
| CD Huachipato        | 49-96     | Alemán de Concepción | CAP                      | 24 de noviembre | 15:00    |
| Liceo Curicó         | 56-84     | Truenos de Talca     | Abraham Milad            | 24 de noviembre | 19:00    |

| Semana 7             | Semana 7  | Semana 7             | Semana 7                 | Semana 7        | Semana 7 |
| Local                | Resultado | Visita               | Gimnasio                 | Fecha           | Hora     |
| -------------------- | --------- | -------------------- | ------------------------ | --------------- | -------- |
| Truenos de Talca     | 86-75     | Alemán de Concepción | Cendyr Sur               | 29 de noviembre | 21:00    |
| CD Huachipato        | 99-62     | CDSB Constitución    | CAP                      | 30 de noviembre | 18:00    |
| Alemán de Concepción | 76-71     | Truenos de Talca     | Otto                     | 30 de noviembre | 19:30    |
| Municipal Chillán    | 85-54     | Liceo Curicó         | Casa del Deporte Chillán | 30 de noviembre | 20:30    |
| Liceo Curicó         | 67-75     | CD Huachipato        | Abraham Milad            | 1 de diciembre  | 17:00    |
| Municipal Chillán    | 74-61     | CDSB Constitución    | Casa del Deporte Chillán | 1 de diciembre  | 19:30    |

| Semana 8             | Semana 8  | Semana 8             | Semana 8                 | Semana 8       | Semana 8 |
| Local                | Resultado | Visita               | Gimnasio                 | Fecha          | Hora     |
| -------------------- | --------- | -------------------- | ------------------------ | -------------- | -------- |
| Alemán de Concepción | 82-60     | CDSB Constitución    | Otto                     | 4 de diciembre | 21:00    |
| CDSB Constitución    | 69-64     | Liceo Curicó         | Municipal Enrique Müller | 7 de diciembre | 18:00    |
| Truenos de Talca     | 94-76     | Municipal Chillán    | Manuel Herrera           | 7 de diciembre | 20:00    |
| CD Huachipato        | 76-84     | Truenos de Talca     | CAP                      | 8 de diciembre | 17:00    |
| Municipal Chillán    | 76-72     | Alemán de Concepción | Casa del Deporte Chillán | 8 de diciembre | 20:00    |

## Final Four
|  | Semifinal | Semifinal            | Semifinal |                |    | Final        | Final                | Final        |  |
|  |           |                      |           |                |    |              |                      |              |  |
|  |           |                      |           |                |    |              |                      |              |  |
|  | 1C        | CD Illapel           | 100       |                |    |              |                      |              |  |
|  | 1C        | CD Illapel           | 100       |                |    |              |                      |              |  |
|  | 2S        | Alemán de Concepción | 70        |                |    |              |                      |              |  |
|  | 2S        | Alemán de Concepción | 70        |                | 1C | CD Illapel   | 67                   |              |  |
|  |           |                      |           |                | 1C | CD Illapel   | 67                   |              |  |
|  |           |                      | 2C        | Boston College | 51 |              |                      |              |  |
|  | 1S        | Truenos de Talca     | 2C        | Boston College | 51 | 56           |                      |              |  |
|  | 1S        | Truenos de Talca     |           |                |    | 56           |                      |              |  |
|  | 2C        | Boston College       | 67        |                |    | Tercer lugar | Tercer lugar         | Tercer lugar |  |
|  | 2C        | Boston College       | 67        |                |    | Tercer lugar | Tercer lugar         | Tercer lugar |  |
|  |           |                      |           |                |    |              |                      |              |  |
|  |           |                      |           |                |    | 2S           | Alemán de Concepción | 78           |  |
|  |           |                      |           |                |    | 2S           | Alemán de Concepción | 78           |  |
|  |           |                      |           |                |    | 1S           | Truenos de Talca     | 69           |  |
|  |           |                      |           |                |    | 1S           | Truenos de Talca     | 69           |  |
|  |           |                      |           |                |    |              |                      |              |  |

### Semifinales

#### 1CCD Illapel vs2SCD Alemán de Concepción
| 14 de diciembre de 2024 Partido 1 | CD Illapel                                                                        | 100–70 (Series: 1-0)                  | Alemán de Concepción                                                 | Maipú                                                                                       |  |  |
| 18:30                             | Parciales: 29-19, 31-20, 21-10, 19-21                                             | Parciales: 29-19, 31-20, 21-10, 19-21 | Parciales: 29-19, 31-20, 21-10, 19-21                                |                                                                                             |  |  |
|                                   | Estadísticas A. Robinson Jr 19 A. Robinson Jr 14 M. Sepúlveda 6 A. Robinson Jr 27 | Reporte Pts Reb Asts Val              | Estadísticas 17 R. Chaparro 8 R. Chaparro 7 F. Saravia 20 L. Retamal | Pabellón: Gimnasio Boston College Árbitros: M. González M. Bravo E. Jeraldo Televisión: CDO |  |  |
| CD Illapel avanza a la final      |                                                                                   |                                       |                                                                      |                                                                                             |  |  |
|                                   |                                                                                   |                                       |                                                                      |                                                                                             |  |  |

#### 1SCD Truenos de Talca vs2CCD Boston College
| 14 de diciembre de 2024 Partido 1 | Truenos de Talca                                                   | 56–67 (Series: 0-1)                  | Boston College                                                   | Maipú                                                                                            |  |  |
| 21:00                             | Parciales: 16-14, 10-10, 8-25, 22-18                               | Parciales: 16-14, 10-10, 8-25, 22-18 | Parciales: 16-14, 10-10, 8-25, 22-18                             |                                                                                                  |  |  |
|                                   | Estadísticas M. Morales 16 N. Morales 9 A. Morales 6 N. Morales 16 | Reporte Pts Reb Asts Val             | Estadísticas 20 L. Márquez 8 H. Reyes 6 L. Márquez 21 L. Márquez | Pabellón: Gimnasio Boston College Árbitros: E. Fernández J. Carrasco R. Painemil Televisión: CDO |  |  |
| Boston College avanza a la final  |                                                                    |                                      |                                                                  |                                                                                                  |  |  |
|                                   |                                                                    |                                      |                                                                  |                                                                                                  |  |  |

### 3er Lugar

#### 2SCD Alemán de Concepción vs1SCD Truenos de Talca
| 15 de diciembre de 2024 Partido 1            | Alemán de Concepción                                                  | 78–69 (Series: 1-0)                   | Truenos de Talca                                                  | Maipú                                                                                       |  |  |
| 16:00                                        | Parciales: 16-18, 20-15, 22-14, 20-22                                 | Parciales: 16-18, 20-15, 22-14, 20-22 | Parciales: 16-18, 20-15, 22-14, 20-22                             |                                                                                             |  |  |
|                                              | Estadísticas R. Figueroa 22 G. Beltrán 9 R. Figueroa 4 R. Figueroa 25 | Reporte Pts Reb Asts Val              | Estadísticas 20 M. Morales 14 M. Morales 5 A. López 26 M. Morales | Pabellón: Gimnasio Boston College Árbitros: M. Bravo E. Jeraldo F. Ocaranza Televisión: CDO |  |  |
| Alemán de Concepción obtiene el tercer lugar |                                                                       |                                       |                                                                   |                                                                                             |  |  |
|                                              |                                                                       |                                       |                                                                   |                                                                                             |  |  |

### Final

#### 1CCD Illapel vs2CCD Boston College
| 15 de diciembre de 2024 Partido 1                   | CD Illapel                                                                          | 67–51 (Series: 1-0)                   | Boston College                                                      | Maipú                                                                                           |  |  |
| 18:30                                               | Parciales: 20-17, 15-11, 16-13, 16-10                                               | Parciales: 20-17, 15-11, 16-13, 16-10 | Parciales: 20-17, 15-11, 16-13, 16-10                               |                                                                                                 |  |  |
|                                                     | Estadísticas A. Robinson Jr 24 A. Robinson Jr 13 A. Robinson Jr 5 A. Robinson Jr 25 | Reporte Pts Reb Asts Val              | Estadísticas 14 C. Ordoñez 10 L. Márquez 4 L. Márquez 12 C. Ordoñez | Pabellón: Gimnasio Boston College Árbitros: M. González J. Carrasco R. Painemil Televisión: CDO |  |  |
| CD Illapel se corona campeón de Copa Chile DOS 2024 |                                                                                     |                                       |                                                                     |                                                                                                 |  |  |
|                                                     |                                                                                     |                                       |                                                                     |                                                                                                 |  |  |

## Campeón
|                                   |
| CD Illapel Básquetbol 1.er título |
|                                   |